# Shaxzodbek Sabirov
Shaxzodbek Dilshod oʻgʻli  Sabirov (ur. 29 maja 1993) – uzbecki judoka. Olimpijczyk z Rio de Janiero 2016, gdzie zajął dziewiąte miejsce w wadze półśredniej.
Uczestnik mistrzostw świata w 2014 i 2017. Startował w Pucharze Świata w 2015. Piąty na igrzyskach azjatyckich w 2018. Piąty na mistrzostwach Azji w 2017 i pierwszy w drużynie w 2016 roku.

## Letnie Igrzyska Olimpijskie 2016
| Konkurencja | Eliminacje             | Eliminacje             | Klas. końcowa |
| Konkurencja | Przeciwnik I           | Przeciwnik II          | Miejsce       |
| ----------- | ---------------------- | ---------------------- | ------------- |
| 81 kg       | Josateki Naulu (FIJ) Z | Travis Stevens (USA) P | 9.            |